# Balausta
La balaùsta, detta anche balaustio o balaustra (dal latino balaustium, a sua volta dal greco βαλαύστιον [baláustion], fiore del melograno), è il termine botanico con cui si indica il frutto (comunemente detto melagrana) del Punica granatum (melograno). 
La balausta è un frutto sincarpico indeiscente, suddiviso all'interno in più sezioni da un tessuto vegetale biancastro, con semi avvolti in un tegumento ingrossato e gelificato, di colore rosso, rosa o bianco. 
Deriva dallo sviluppo di un ovario infero e alla sua formazione partecipa anche il ricettacolo che è concavo e saldato all'ovario.
La parte edule del frutto è rappresentata dai semi e dal loro ricoprimento carnoso (detto sarcotesta).

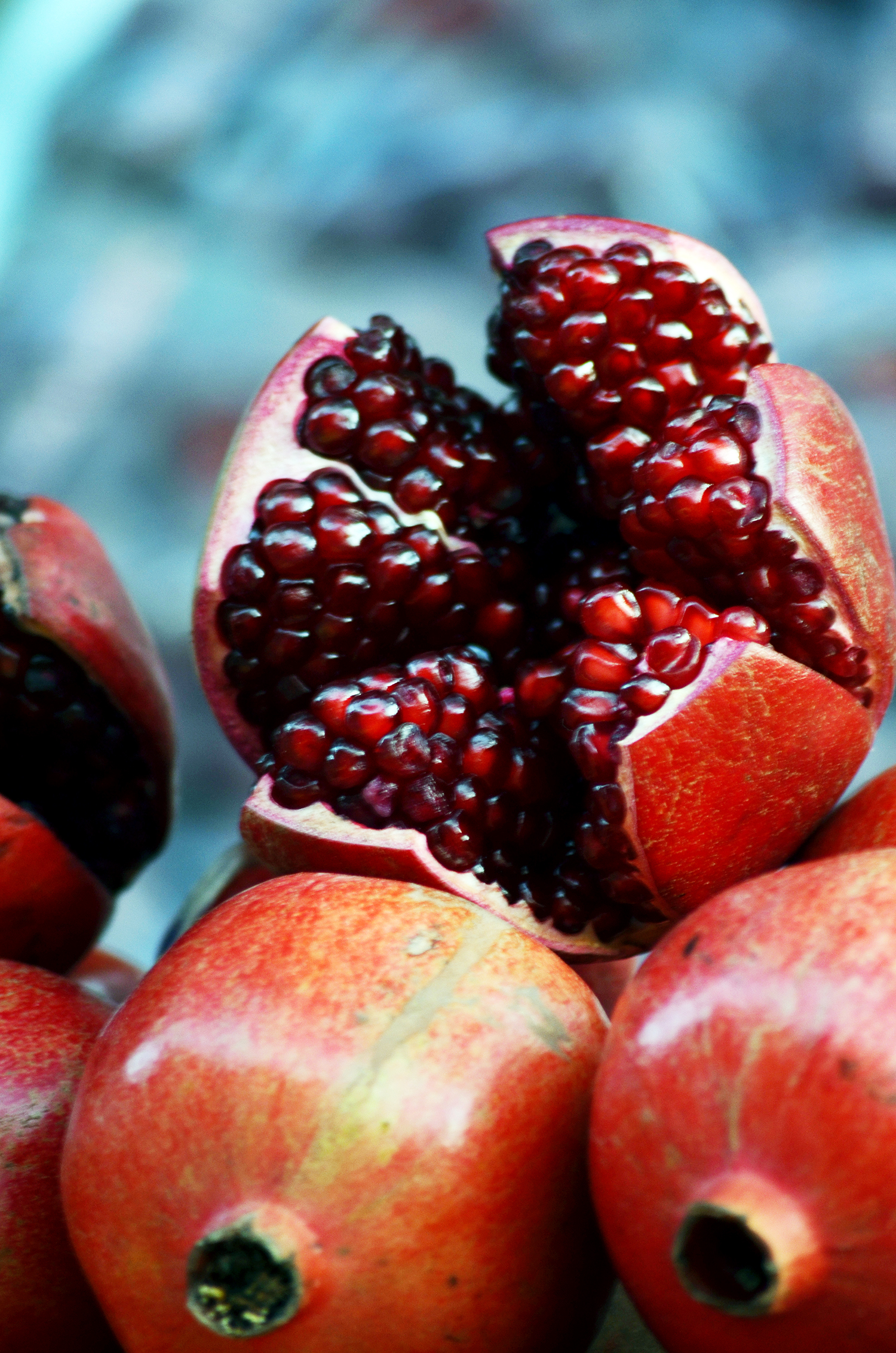
Balausta del melograno

Matura in autunno.